# Beaumont-les-Autels
Beaumont-les-Autels település Franciaországban, Eure-et-Loir megyében. Lakosainak száma 430 fő (2022. január 1.). Beaumont-les-Autels Vichères, Charbonnières és Authon-du-Perche községekkel határos.

## Népesség
A település népességének változása:
| Lakosok száma | 563  | 508  | 452  | 498  | 435  | 411  | 394  | 390  | 386  | 430  |
|               | 1968 | 1982 | 1990 | 2006 | 2013 | 2015 | 2017 | 2019 | 2020 | 2022 |